# Pittasoma
Pittasoma Cassin, 1860 è un genere di uccelli passeriformi della famiglia Conopophagidae.

## Etimologia
Il nome scientifico del genere, Pittasoma, deriva dall'unione di Pitta  con la parola greca σωμα (sōma, "corpo"), col significato di "corpo di pitta", in riferimento all'aspetto di questi uccelli.

## Descrizione
Si tratta di piccoli uccelli (16-19 cm) dall'aspetto robusto e massiccio, muniti di grossa testa allungata con becco conico e appiattito, dall'estremità leggermente ricurva verso il basso, mentre le ali sono corte e arrotondate, la coda è quasi inesistente e squadrata e le zampe sono forti e allungate. Il piumaggio è bruno sull'area dorsale, più chiaro sulla gola e bianco screziato di nero su petto e ventre, con presenza di uno spesso sopracciglio nero: le femmine presentano colorazione meno accesa rispetto ai maschi.

## Biologia
Il specie ascritte al genere mostrano abitudini diurne e solitarie, passando la maggior parte della giornata al suolo alla ricerca di cibo: a causa del loro areale impervio e delle abitudini elusive si conosce poco circa le loro abitudini, tuttavia si sa che mangiano sia insetti che bacche e che sono monogame.

## Distribuzione e habitat
Le due specie di pitta formichiera sono diffuse lungo la fascia costiera pacifica da Panama al nord dell'Ecuador, della quale popolano le aree di foresta umida.

## Tassonomia
Al genere vengono ascritte due specie:
- Pittasoma michleri Cassin, 1860 - pitta formichiera corona nera
- Pittasoma rufopileatum Hartert, 1901 - pitta formichiera corona rossiccia

A lungo ascritto ai Formicariidae, recenti studi filogenetici hanno evidenziato la distanza di Pittasoma da questa famiglia, determinandone lo spostamento fra i Conopofagidi, dei quali occupa un clade basale.